# 河瀨直美
河瀨直美（日语：河瀨直美，1969年5月30日—），日本導演，奈良縣出身，為當今國際影壇最具代表性的日本藝術片女性導演之一，定居在奈良縣，亦為家鄉奈良國際影展主辦人。
2021年，出任日本女子籃球聯盟會長，並擔任2020年東京奧運官方紀錄片導演。

## 風格特色
河瀨以一種極端原始自然樸質的手法表現家庭、私人化的記憶，畫面及影像擷取多於大自然有著緊密相關，早期亦愛起用非職業演員之素人，蘊含了日本社會與文化的某種獨特面相。

## 個人生活

### 早年
河瀨出生後即幾乎未與親生父母生活，由親戚（外婆的姐姐）扶養長大，河瀨稱其為養母，此唯一的親人對河瀨產生重大影響，亦反映在其影像作品中。

### 爭議
2022年4月，《週刊文春》發布河瀨直美疑似對助理使用暴力的報導，指出她在2019年5月拍攝電影《晨曦將至》時，因不滿被攝影助理碰了一下，當場狠踹對方，之後攝影指導退出團隊。河瀨直美回應稱該事件已於3年前解決，又於官網解釋「為了防禦，才會伸腳抵抗助理的腳」。2022年5月25日，《週刊文春》再度報導，2015年10月河瀨直美在自己的電影製作公司等待男職員A，見A男踏進辦公室，河瀨立刻走到他面前，握拳朝他的臉揍下去，A男被揍到跌倒，爬起來後一邊安撫河瀨一邊閃躲，河瀨仍緊追不放。公司相關人士透露：「在場幾個員工嚇得落跑，過一陣子回去辦公室，看到A男的臉被打腫了。」A男隨即收拾個人物品，之後便離職了。《週刊文春》求證A男，他承認曾被河瀨導演毆打，其餘不願多談，「已是過去的事了，無法公開談論」。詢問河瀨導演的公司則未獲回應。

## 荣誉

### 外国勋章奖章
- 艺术与文学骑士勋章（法国文化部，2015年1月7日于东京颁发[3]）
- 艺术与文学军官勋章（法国文化部，2022年5月30日于东京颁发[4]）

### 奖项
- 第50屆坎城影展金攝影機獎（新人導演獎）
- 第26屆鹿特丹國際電影節國際影評人協會獎
- 比利時皇家電影資料館
- 第21屆山路文子電影獎福祉獎
- 第12屆高崎電影節（日语：高崎映画祭）青年導演大獎
- 第46屆藝術選獎（日语：芸術選奨）文部大臣新人獎（日语：芸術選奨新人賞）
- 第53屆洛迦諾國際電影節國際影評人協會獎·歐洲國際藝術電影聯合會獎
- 第3屆布宜諾斯艾利斯國際電影節最佳攝影導演獎
- 第60屆坎城影展評審團大獎
- 奈良縣市民榮譽獎
- 愛沙尼亞塔林黑夜國際電影節NETPAC獎（最佳亞洲電影獎）
- 馬其頓國際電影節遊客獎·市長獎
- 第22屆高崎電影節（日语：高崎映画祭）最佳導演獎
- 第62屆坎城影展導演雙週
- 第12屆符拉迪沃斯托克國際電影節大獎
- 第60屆巴利亞多利德國際電影節最佳導演獎
- 2015年日本全國放映聯合會獎導演獎
- 2020年日本每日電影獎最佳導演（《晨曦將至》）
- 2020年大阪電影節最佳攝影獎（《晨曦將至》）
- 2020年報知電影獎最佳導演（《晨曦將至》）
- 2020年日本電影學院獎導演優秀賞（《晨曦將至》）

## 主要導演作品
- 《擁抱》（につつまれて）（1992年）
- 《白色月亮》（白い月）（1993年）
- 《蝸牛》（かたつもり）（1994年）
- 《見到天堂》（天、見たけ）（1995年）
- 《太陽西斜》（陽は傾ぶき）（1996年）
- 《萌之朱雀》（1997年）
- 《杣人物語》（杣人物語）（1997年）
- 《萬花筒》（万華鏡）（1999年）
- 《螢火蟲》（火垂）（2000年）
- 《在世界的沉默中》（きゃからばあ）（2001年）
- 《黃櫻花的來信》（追臆のダンス）（2002年）
- 《沙羅雙樹》（2003年）
- 《影》（影-Shadow）（2004年）
- 《垂乳女》（垂乳女〜TARACHIME〜）（2006年）
- 《殯之森（日语：殯の森）》（2007年）
- 《七夜待（日语：七夜待）》（2008年）
- 《狛》（狛-Koma）（2009年）
- 《美麗的日本·奈良》（美しき日本・奈良）（2010年－）
- 《玄牝》（玄牝 -げんぴん-）（2010年）
- 《朱花之月》（朱花の月）（2011年）
- 《塵》（塵）（2012年）
- 《第二扇窗（日语：2つ目の窓）》（2014年）
- 《戀戀銅鑼燒》（2015年）
- 《光》[5]（2017年）
- 《平行世界（日语：パラレルワールド (短編映画)）》（2017年）
- 《聖草之愛》（2018年）
- 《晨曦將至（日语：朝が来る）》（2020年）

### 網絡電影
- 《英雄是你！》（主人公は君だ!）（2007年）
- 《連接東西》（つながりゆくもの）（2009年）
- 《日本檔案館〈美麗的日本〉》（Nippon Archives「美しき日本」）（2010年）
- Miu Miu短片項目·女性故事《SEED》（2016年）[6]

### 音樂錄影帶
- JUDY AND MARY 《PEACE -strings version-（日语：PEACE -strings version-）》（2001年）
- 宇多田光 《櫻花紛飛》（2012年）
- 秦基博 《水彩之月（日语：水彩の月）》（2015年）

## 主要演出作品

### 電影
- 《愛與時尚》（公映日期：1998年；導演：庵野秀明）
- （公映日期：2011年；導演：島田角榮（日语：島田角栄））－飾：咖啡店老闆
- 《呵呵，幽默的月份》（冴え冴えてなほ滑稽な月）－（公映日期：2013年；導演：島田角榮（日语：島田角栄））－飾：SM女王

### 電視劇
- 《山田孝之的戛纳电影节》第06集·第07集（播映時間：2017年；導演：山下敦弘、松江哲明（日语：松江哲明））－飾：本人

### 電視節目
- TBS電視台 《生命之聲（日语：いのちの響）》（播出時間：1997年11月2日）
- NHK教育頻道 《ETV2001“從逆境中出發”（3）－接受！因為我要活下去～電影導演·河瀨直美－》（播出時間：2001年5月23日）
- 每日放送 《珍珠的小箱（日语：真珠の小箱）》（播出時間：2001年6月3日）
- NHK 《今日焦點》（播出時間：2007年6月5日）
- 朝日電視台  《棗子的Omimi（日语：ナツメのオミミ）》（播出時間：2012年5月26日）
- TBS電視台 《情熱大陸》（播出時間：2015年8月2日）

### 廣播節目
- α-station（日语：α-station） 

## 外部連接
- 河瀨直美個人官方站 （页面存档备份，存于）（日語）（英文）
- 河瀨直美在互联网电影资料库（IMDb）上的資料（英文）
- 日本電影數據庫（JMDb）上河瀬直美的資料（日語）
- 河瀨直美 （页面存档备份，存于）在豆瓣上的資料（简体中文）